# 新怪物たち
『新怪物たち』（しんかいぶつたち、イタリア語: I nuovi mostri）は、1977年（昭和52年）製作・公開、イタリアの映画、オムニバス映画である。マリオ・モニチェリ、ディーノ・リージ、エットーレ・スコラの3人が監督したイタリア式コメディの1作である。

## 構成
1. 第一話 - L'uccellino della Val Padana : 監督エットーレ・スコラ
2. 第二話 - Con i saluti degli amici : 監督ディーノ・リージ
3. 第三話 - Tantum Ergo : 監督ディーノ・リージ
4. 第四話 - Autostop : 監督マリオ・モニチェリ
5. 第五話 - Il sospetto : 監督エットーレ・スコラ
6. 第六話 - First Aid - Pronto soccorso : 監督マリオ・モニチェリ
7. 第七話 - Mammina e mammone : 監督ディーノ・リージ
8. 第八話 - Cittadino esemplare : 監督エットーレ・スコラ
9. 第九話 - Pornodiva : 監督ディーノ・リージ
10. 第十話 - Sequestro di persona cara : 監督エットーレ・スコラ
11. 第十一話 - Come una regina : 監督エットーレ・スコラ
12. 第十二話 - Hostaria! : 監督エットーレ・スコラ
13. 第十三話 - Senza parole : 監督ディーノ・リージ
14. 第十四話 - L'elogio funebre : 監督エットーレ・スコラ

## 略歴・概要
本作は、1977年、ピオ・アンドレッティとアドリアーノ・デ・ミケーリによるイタリアの製作会社ディーン・フィルムが製作、エミリア＝ロマーニャ州モデナ県のカプリ等でロケーション撮影を行って完成、同年12月15日にイタリア国内で公開された。1963年（昭和38年）にマリオ・チェッキ・ゴーリのフェア・フィルムが製作し、ディーノ・リージが監督、ウーゴ・トニャッツィとヴィットリオ・ガスマンが主演したオムニバス映画『怪物たち』の新ヴァージョンとして製作されたものである。1980年（昭和55年）4月14日に発表・授賞式が行われた第52回アカデミー賞アカデミー外国語映画賞にノミネートされている。
日本では、本作に関してはイタリア文化会館等での上映を除いては劇場公開されておらず、2010年9月現在、DVD等のビデオグラムも発売されていない。

## スタッフ
- プロデューサー : ピオ・アンドレッティ （Pio Angeletti）、アドリアーノ・デ・ミケーリ （Adriano de Micheli）
- 監督 : マリオ・モニチェリ、ディーノ・リージ、エットーレ・スコラ
- 脚本 : アジェノーレ・インクロッチ （Agenore Incrocci）、ルッジェーロ・マッカリ、ジュゼッペ・モッチア （Giuseppe Moccia）、エットーレ・スコラ、ベルナルディーノ・ザッポーニ （Bernardino Zapponi）
- 撮影 : トニーノ・デリ・コリ
- 美術 : ルチアーノ・リッチェリ （Luciano Ricceri [5]）
- 編集 : アルベルト・ガッリッティ （Alberto Gallitti [6]）
- 助監督 : クラウディオ・リージ （Claudio Risi）
- 音楽 : マヌエル・デ・シーカ （Manuel De Sica）

## キャスト
クレジット順
- ヴィットリオ・ガスマン - 第三話 / 第五話 / 第八話 / 第十話 / 第十二話
- オルネラ・ムーティ - 第四話 / 第十三話
- アルベルト・ソルディ - 第六話 / 第十一話 / 第十四話
- ウーゴ・トニャッツィ - 第一話 / 第十二話 / 第七話

アルファベット順
- アルフレード・アダミ （Alfredo Adami） - L'automobilista
- パオロ・バローニ （Paolo Baroni） - Un comico
- ジャンフランコ・バッラ （Gianfranco Barra） - Il mafioso
- オリエッタ・ベルティ （Orietta Berti） - La cantante
- ルチアーノ・ボナンニ （Luciano Bonanni） - Il figlio
- ルイージ・ディベルティ （Luigi Diberti） - Il prete contestatore
- フィオナ・フローレンス （Fiona Florence） - Luisetta
- マルゲリータ・オロヴィッツ （Margherita Horowitz） - Attrice
- ネリーナ・モンタニャーニ （Nerina Montagnani） - La madre
- アイチェ・ナナ・ヌル （Ayce Nana Nur, アイチェ・ナナ、Aïché Nana） - Giulia (as )
- エロス・パーニ （Eros Pagni） - Paolo
- シモーナ・パティトゥッチ （Simona Patitucci） - La Pornodivetta
- カルラ・トデーロ （Carla Todero） - L'hostess
- ヨルゴ・ヴォヤギス （Yorgo Voyagis） - Il terrorista
- ヴィットリオ・ザルファティ （Vittorio Zarfati） - Il viaggiatore

## シリーズ
1. 怪物たち I mostri
2. 新怪物たち I nuovi mostri
3. 現代の怪物たち I mostri oggi

## 関連事項
- イタリア式コメディ

## 註
1. 1 2 3 4  Viva Italia!, Internet Movie Database （英語）, 2010年9月13日閲覧。
2. 1 2  Viva Italia, allmovie （英語）, 2010年9月13日閲覧。
3. ↑  ディーノ・リージ[リンク切れ]、キネマ旬報映画データベース、2010年9月13日閲覧。
4. ↑  ディノ・リージ、allcinema ONLINE, 2010年9月13日閲覧。
5. ↑  Luciano Ricceri - IMDb（英語）, 2010年9月13日閲覧。
6. ↑  Alberto Gallitti - IMDb（英語）, 2010年9月13日閲覧。